# IJlst-Noord
IJlst-Noord (ook wel Nij-Drylts genoemd), is een woonwijk in IJlst. Deze woonwijk bestaat uit drie gedeelten, die officieel geen naam hebben:
- Stadslaan e.o., de stadslaan is hoofdstraat van IJlst, vroeger de stationsweg, loopt centraal door de wijk,
- De Julianastraat e.o., het oostelijke gedeelte,
- Nijesyl, genoemd naar het naburige Nijezijl, het westelijke gedeelte.

De eerste huizen aan de Stadslaan / Stationsweg, werden ongeveer vanaf 1910 gebouwd, de laatste in de jaren zestig, ten westen van de Stadslaan zijn ook huizen gebouwd in de jaren 60 en. De Julianastraat e.o. is in de jaren 60 bebouwd en bestaat voornamelijk uit sociale woningbouw. Nijesyl is bebouwd in de jaren 60/70 en bestaat uit sociale woningbouw, twee-onder-één-kap-woningen en vrijstaande woningen.
In IJlst-Noord staat het voormalige gemeentehuis, het treinstation, een multifunctioneel centrum, een basisschool, een bejaardenhuis en er zijn enkele middenstanders. 
Het Mientlan, Wiiddraai en industrieterrein Roodhem zijn aparte woonwijken die niet tot IJlst-Noord behoren.